# Tegenaria henroti
Tegenaria henroti là một loài nhện trong họ Agelenidae.
Loài này thuộc chi Tegenaria. Tegenaria henroti được miêu tả năm 1956 bởi Dresco.